# Szarka Ákos (street workout versenyző)
Szarka Ákos (Budapest, 1990. április 14. –) a Tight Hold edzésmódszer alapítója, edző, világbajnoki bronzérmes, világkupagyőztes, magyar bajnok street workout versenyző, a világszövetség magyarországi koordinátora.

## Pályafutása
Szarka Ákos fiatal korában cselgáncsozott és úszott, ezután Dominic Lacasse kanadai artista, erőművész és Joe Eigo kaszkadőr, akrobata videói inspirálták mozgásra. 14 évesen megismerkedett a Magyarországon még gyerekcipőben járó street workouttal. A Testnevelési Egyetemen diplomázott, emellett elvégezte a Thor Gym FMT képzését. 2013-tól edző, és 2018-tól a Thor Gym hálózat termeiben Street Workout és funkcionális edzés oktató. 

### Street Workout oktatói, szervezői tevékenysége
- 2022 – magyarországi koordinátor a street workout világszövetség (WSWCF) megbízásából
- 2022 – felkészítő edzője két magyar világbajnoki versenyzőnek (Jokhel Mátyás, Varga-Tóth Máté)
- 2022 – a megújult street workout edzői képzésem előadója
- 2021 – szakmai cikkíró az online és nyomtatott Sport and Move magazin
- 2020 – felkért versenyző az Exatlon Hungary 3. évadának Bajnokok csapatában
- 2020 – Vendégszereplés a Fővárosi Nagycirkusz képviseletében a Nemzetközi Cirkuszfesztiválon
- 2020 – Viktor Kamenov workshop megszervezése
- 2020 – A második magyar street workout kupasorozat megszervezése
- 2020 – Az első magyar street workout erőnléti kupasorozat megszervezése
- 2019 – A street workout magyar bajnokságon bronzérmet szerzett Jokhel Mátyás felkészítése
- 2019 – A Mozdulj Budapest! street workout események szakmai vezetése
- 2019 – Az első magyar street workout kupasorozat (Tight Hold Cup) megszervezése
- 2019 – Dan Rosenberg találkozó megszervezése
- 2019 – Roger Jimenez Julian workshop megszervezése
- 2016-tól edzőként versenyfelkészítő
- 2016-tól szakmai partneri munka a Magyar Street Workout Egyesülettel
- 2016 – A Tight Hold edzésrendszer megalapítása
- 2016 – Az első és második magyar street workout csapatpárbaj megszervezése
- 2015 – Az első magyar street workout képzés kidolgozása
- 2015 – Az első magyar pénzdíjas street workout párbaj megszervezése
- 2015-től szakmai partnerség és támogatotti státusz a BeStrong Kondipark street workout parkokat gyártó vállalkozással
- 2014-től meghívott bíróként/zsűrielnökként rendszeres részvétel magyar és nemzetközi versenyeken, úgy mint a magyar (2019) és a romániai (2013) világbajnoki selejtező, több szlovákiai nemzetközi bajnokságon, és több mint 10 magyar szervezésű street workout versenyen, úgy mint a Budapest Urban Games
- 2013-tól csoportos és személyi edzői munka
- Több edző kinevelése az edzésrendszeremben: Jokhel Mátyás (2019), Réthelyi Balázs (2020), Lovas Benjamin (2022)

### Exatlon
2021-ben részt vett az Exatlon Hungary harmadik évadában, ahol 50 napot töltött. A bajnok csapatot erősítette.

## Fontosabb érmei
- 2016 – bronzérem a dubai világkupa állomáson
- 2016 – aranyérem a Budapest Urban Games Street Workout Challenge világkupa-selejtezőn
- 2016 – bronzérem a zágrábi világkupa állomáson
- 2016 – ezüstérem a római világkupa állomáson
- 2016 – ezüstérem a Street Workout Magyar Bajnokságon
- 2015 – street workout magyar bajnok, világbajnoki kvalifikált
- 2014 – aranyérem a zágrábi világkupa állomáson, világkupa kvalifikált
- 2013 – aranyérem a szlovák nemzetközi bajnokságon
- 2013 – bronzérem a Street Workout Világbajnokságon
- 2013 – street workout magyar bajnok